# Foot Ball Club Matera 1986-1987
Questa voce raccoglie le informazioni riguardanti il Foot Ball Club Matera nelle competizioni ufficiali della stagione 1986-1987.

## Rosa
| N. |                   | Ruolo | Calciatore           |
| -- | ----------------- | ----- | -------------------- |
|    | Italia (bandiera) | P     | Francesco Mancini    |
|    | Italia (bandiera) | D     | Renato Angelè        |
|    | Italia (bandiera) | D     | Antonio Calemma      |
|    | Italia (bandiera) | D     | Marcello Chiricallo  |
|    | Italia (bandiera) | D     | Cataldo Cifarelli    |
|    | Italia (bandiera) | D     | Pasquale Di Girolamo |
|    | Italia (bandiera) | D     | Marino Onofrio       |
|    | Italia (bandiera) | D     | Antonio Quarta       |
|    | Italia (bandiera) | C     | Paolo Adorisio       |
|    | Italia (bandiera) | C     | Giuseppe Angelino    |
|    | Italia (bandiera) | C     | Santo Ardizzone      |

| N. |                   | Ruolo | Calciatore          |
| -- | ----------------- | ----- | ------------------- |
|    | Italia (bandiera) | C     | Francesco Bottalico |
|    | Italia (bandiera) | C     | Giuseppe Brescia    |
|    | Italia (bandiera) | C     | Giovanni Linsalata  |
|    | Italia (bandiera) | C     | Domenico Mancusi    |
|    | Italia (bandiera) | C     | Vito Rondinone      |
|    | Italia (bandiera) | C     | Donato Tataranni    |
|    | Italia (bandiera) | A     | Pasquale D'Oriano   |
|    | Italia (bandiera) | A     | Michele Grillo      |
|    | Italia (bandiera) | A     | Giuseppe Innella    |
|    | Italia (bandiera) | A     | Pietro Pugliese     |
|    | Italia (bandiera) | A     | Antonio Rebesco     |

## Risultati

### Serie C2

#### Girone di andata
| 1ª giornata | Forlì | 2 – 2 | Matera |  |

| 2ª giornata | Matera | 1 – 0 | Cesenatico |  |

| 3ª giornata | Fidelis Andria | 1 – 0 | Matera |  |

| 4ª giornata | Matera | 0 – 2 | Casarano |  |

| 5ª giornata | Bisceglie | 1 – 0 | Matera |  |

| 6ª giornata | Matera | 1 – 1 | Maceratese |  |

| 7ª giornata | Ternana | 3 – 0 | Matera |  |

| 8ª giornata | Matera | 2 – 2 | Lanciano |  |

| 9ª giornata | Francavilla | 0 – 0 | Matera |  |

| 10ª giornata | Angizia Luco | 2 – 1 | Matera |  |

| 11ª giornata | Matera | 1 – 1 | Pro Italia Galatina |  |

| 12ª giornata | Perugia | 2 – 0 | Matera |  |

| 13ª giornata | Matera | 1 – 1 | Giulianova |  |

| 14ª giornata | Matera | 1 – 0 | Ravenna |  |

| 15ª giornata | Civitanovese | 1 – 0 | Matera |  |

| 16ª giornata | Matera | 2 – 1 | Jesi |  |

| 17ª giornata | Vis Pesaro | 1 – 0 | Matera |  |

#### Girone di ritorno
| 18ª giornata | Matera | 0 – 0 | Forlì |  |

| 19ª giornata | Cesenatico | 1 – 1 | Matera |  |

| 20ª giornata | Matera | 1 – 0 | Fidelis Andria |  |

| 21ª giornata | Casarano | 0 – 0 | Matera |  |

| 22ª giornata | Matera | 1 – 0 | Bisceglie |  |

| 23ª giornata | Maceratese | 0 – 0 | Matera |  |

| 24ª giornata | Matera | 0 – 2 | Ternana |  |

| 25ª giornata | Lanciano | 1 – 0 | Matera |  |

| 26ª giornata | Matera | 0 – 1 | Francavilla |  |

| 27ª giornata | Matera | 3 – 3 | Angizia Luco |  |

| 28ª giornata | Pro Italia Galatina | 3 – 1 | Matera |  |

| 29ª giornata | Matera | 0 – 2 | Perugia |  |

| 30ª giornata | Giulianova | 4 – 0 | Matera |  |

| 31ª giornata | Ravenna | 0 – 0 | Matera |  |

| 32ª giornata | Matera | 1 – 0 | Civitanovese |  |

| 33ª giornata | Jesi | 0 – 0 | Matera |  |

| 34ª giornata | Matera | 2 – 3 | Vis Pesaro |  |

### Coppa Italia
|  | Matera | 0 – 2 (a tavolino) | Pro Italia Galatina |  |

|  | Martina | 2 – 0 (a tavolino) | Matera |  |

|  | Matera | 0 – 2 (a tavolino) | Casarano |  |

|  | Pro Italia Galatina | 2 – 0 (a tavolino) | Matera |  |

|  | Matera | 0 – 2 (a tavolino) | Martina |  |

|  | Casarano | 3 – 0 | Matera |  |

## Statistiche

### Statistiche di squadra
| Competizione         | Punti | In casa | In casa | In casa | In casa | In casa | In casa | In trasferta | In trasferta | In trasferta | In trasferta | In trasferta | In trasferta | Totale | Totale | Totale | Totale | Totale | Totale | DR  |
| Competizione         | Punti | G       | V       | N       | P       | Gf      | Gs      | G            | V            | N            | P            | Gf           | Gs           | G      | V      | N      | P      | Gf     | Gs     | DR  |
| -------------------- | ----- | ------- | ------- | ------- | ------- | ------- | ------- | ------------ | ------------ | ------------ | ------------ | ------------ | ------------ | ------ | ------ | ------ | ------ | ------ | ------ | --- |
| Serie C2             | 25    | 17      | 6       | 6       | 5       | 17      | 19      | 17           | 0            | 7            | 10           | 5            | 22           | 34     | 6      | 13     | 15     | 22     | 41     | -19 |
| Coppa Italia Serie C | -     | 3       | 0       | 0       | 3       | 0       | 6       | 3            | 0            | 0            | 3            | 0            | 7            | 6      | 0      | 0      | 6      | 0      | 13     | -13 |
| Totale               | -     | 20      | 6       | 6       | 8       | 17      | 25      | 20           | 0            | 7            | 13           | 5            | 29           | 40     | 6      | 13     | 21     | 22     | 54     | -32 |

### Statistiche dei giocatori
| Giocatore      | Serie C2 | Serie C2 | Coppa Italia Serie C | Coppa Italia Serie C | Totale   | Totale |
| Giocatore      | Presenze | Reti     | Presenze             | Reti                 | Presenze | Reti   |
| -------------- | -------- | -------- | -------------------- | -------------------- | -------- | ------ |
| P. Adorisio    | 32       | 3        | ?                    | ?                    | 32+      | 3+     |
| R. Angelè      | 29       | 1        | ?                    | ?                    | 29+      | 1+     |
| G. Angelino    | 29       | 1        | ?                    | ?                    | 29+      | 1+     |
| S. Ardizzone   | 18       | 1        | ?                    | ?                    | 18+      | 1+     |
| F. Bottalico   | 22       | 0        | ?                    | ?                    | 22+      | 0+     |
| G. Brescia     | 31       | 6        | ?                    | ?                    | 31+      | 6+     |
| A. Calemma     | 20       | 0        | ?                    | ?                    | 20+      | 0+     |
| M. Chiricallo  | 23       | 1        | ?                    | ?                    | 23+      | 1+     |
| C. Cifarelli   | 20       | 1        | ?                    | ?                    | 20+      | 1+     |
| P. Di Girolamo | 12       | 0        | ?                    | ?                    | 12+      | 0+     |
| P. D'Oriano    | 17       | 1        | ?                    | ?                    | 17+      | 1+     |
| M. Grillo      | 5        | 0        | ?                    | ?                    | 5+       | 0+     |
| G. Innella     | 32       | 2        | ?                    | ?                    | 32+      | 2+     |
| G. Linsalata   | 10       | 0        | ?                    | ?                    | 10+      | 0+     |
| F. Mancini     | 34       | -41      | ?                    | ?                    | 34+      | -41+   |
| D. Mancusi     | 1        | 0        | ?                    | ?                    | 1+       | 0+     |
| M. Onofrio     | 5        | 0        | ?                    | ?                    | 5+       | 0+     |
| P. Pugliese    | 24       | 4        | ?                    | ?                    | 24+      | 4+     |
| A. Quarta      | 29       | 1        | ?                    | ?                    | 29+      | 1+     |
| A. Rebesco     | 5        | 0        | ?                    | ?                    | 5+       | 0+     |
| V. Rondinone   | 6        | 0        | ?                    | ?                    | 6+       | 0+     |
| D. Tataranni   | 30       | 0        | ?                    | ?                    | 30+      | 0+     |